# Ponta Grossa
Ponta Grossa – miasto w Brazylii, w stanie Parana. Liczba mieszkańców w 2021 roku wynosiła 358,8 tys.
Miasto na trasie łączącej stolicę stanu Parana (Kurytyba) z Foz do Iguaçu. W mieście swoją siedzibę ma jedna z nielicznych w Brazylii firm ze 100% polskim kapitałem Selena Sulamericana (spółka córka notowanej na warszawskiej GPW Selana FM S.A.). W mieście rozwinął się przemysł spożywczy, chemiczny oraz drzewny.